# Unravel
Az Unravel a Coldwood Interactive által fejlesztett és az Electronic Arts által kiadott logikai platform videójáték. 2015. június 5-én jelentették be és 2016 februárjában adták ki PlayStation 4, Xbox One és Windows platformokra. A játék középpontjában Yarny, egy kicsiny, fonalból készült antropomorf lény áll, akit a játékos irányíthat keresztül az akadályokon, a letekeredett fonal segítségével, melynek köszönhetően Yarny – és rajta keresztül a játékos is – képes különböző fejtörő feladatok, kirakósok elvégzésére, veszélyes élőlények elkerülésére és a nehézségek leküzdésére.
Az Unravel megjelenése után rengeteg pozitív visszajelzést kapott, egyetértő kritikákat, melyek szerint a játék látványban, főszereplőben, aláfestőzenében és minden másban hozza az ígért erős, megnyerő formát. Voltak akik szigorúbban vették az irányításra, a fejtörők változatosságára és a platformingra vonatkozó kritikákat. A játék folytatása, az Unravel Two 2018 júniusában jelent meg.

## Játékmenet
A játék Yarnyt, egy alma méretű, vörös fonalból készült lényt helyezi a középpontba. Főhősünk egy kedves öreg néni kosarából kigurulva elindul felfedezni az őt körülvevő világot, melyben a közepes méretű hétköznapi dolgok is óriásinak tűnnek a teremtmény kicsiny méretének köszönhetően. A testét felépítő fonalat használva Yarny kötelet készít, melyet hídként használ, közelebb húz vele dolgokat és átlendül különböző tárgyakon. A fonal tehát a legfontosabb eszköze a játékosnak a fejtörők elvégzésében. Ahogy Yarny mozog, úgy a fonal lassan bomlik lefele róla, vonalat húzva belőle maga után, melyet a játékos a feladatok elvégzésének érdekében kell felhasználjon ahhoz, hogy továbbhaladhasson. Ám a letekeredő fonal ugyanakkor hátrányt is jelenthet, ugyanis amikor Yarny teste nagyon elvékonyodik, képtelen lesz továbbhaladni. A fonalat viszont újra lehet tölteni a környezetben elhelyezett vörös gombolyagokból. A játék fejlesztője, Martin Sahlin erről a mechanikáról így nyilatkozott: „Mindig is szórakoztató volt a fizikával játszani. Ez nem csak a puzzle-ök (fejtörők) megoldásáról szól. Nagy szerepet játszik benne az is, ahogyan mozogsz. Néha az egész csak egyszerű navigáció, előrehaladás. Pontosan azért, mert folyamatosan magad után húzod ezt a kis nyomot, mindig meg tudsz benne fogózni, vissza tudsz mászni rajta, hintázni vele egyik oldalról a másikra. Vagány dolgokat tudsz véghez vinni, ha összekeveri a dolgokat.”

## Történet
A játék kezdetén egy idős nénivel találkozunk aki az ablakon néz kifele, majd az unokája fotóját letéve egy gombolyagokkal teli kosarat vesz a kezébe. Ahogyan a lépcsőn halad felfele, egy piros gomolyag kigurul a kosarából. Ekkor lép a képbe Yarny, a kicsiny, vörös antropomorf lény aki maga a játék főszereplője. Elcsodálkozik környezete látványán. Különböző falon vagy polcokon heverő képek segítségével Yarny olyan helyszínekre látogathat, amelyek fontosak voltak a ház tulajdonosa számára és felfedezi a különböző helyekhez kötött emlékeket. A kezdetben látott emlékek boldogak: látogatás a tengerpartra, a hegymászás öröme, ám idővel sötétebb emlékek is előkerülnek: a környező erdő gyárterületté válik, melynek következményeként vegyszerek szennyezik a környezetet és az emberek lassan a városba költöznek. Egyik emlékben kiderül az is, hogy az idős hölgy férje szívrohamban hunyt el.
Minden egyes szintnél Yarny egy vörös fonalból készült kitűzőt talál, melyet a nagymama házában levő fotóalbum borítójára gyűjt össze, mely a játék során fokozatosan megtelik az emlékekről készült képekkel. Az utolsó két szintnél Yarny külön találja meg az elszakadt, szív alakú kitűző darabjait. Az utolsó pályánál Yarnynak egy hóval borított öreg temetőn kell keresztülverekednie magát a szív második felének megtalálása érdekében, ám az utolsó pillanatban kicsúszik a kezéből, mire ő utánaugrik és eközben teljesen lebomlik róla a fonal, s helyébe csak egy szál vörös cérna marad. A kitűző darabját ezután egy emberi kéz emeli ki a hóból.
Yarny egy túrahátizsák hátuljában ébred a hiányzó darabkát tartva, majd gyorsan hazaszalad, hogy elhelyezhesse az albumon. Az ajtón beszaladó kislány által megzavarva Yarny rongybabát játszva mozdulatlanná válik, majd amikor a kislány távozik, végre ráhelyezi a szív elveszett felét is az albumra, amely ennek hatására kinyílik az utolsó lapra, majd megjelenik a stáblista.
Sahlin elmondása szerint a fonal amelyből Yarny készült a szeretetet jelképezi és a főhős annak függvényében bomlik lassan lefele, hogy milyen messze van attól, amit szeret.

## Fejlesztés
Annak ellenére, hogy a Coldwood előzetes munkáit kevésbé fogadták pozitívan a kritikusok, az Unravel rendkívül ígéretesnek látszott az EA számára. A játék később, a 2015-ös E3 keretén belül lett bemutatva az EA konferenciáján a rendező, Martin Salhin által. Martin bemutatójáról később így nyilatkoztak: úgy reagált amikor a színpadon volt, mint ahogyan valamennyire reagáltunk volna: reszketett a keze és meg-meg akadt a hangja Sahlin izgatott és lelkes előadása pozitívan hatott a konferencia hallgatóira. A bejelentés után Sahlint lerohanták minden közösségi oldalán, például Twitteren és Tumblren a rengeteg gratulációval és a fan art-al. Maga a játék is, főleg esztétikai szempontból, ugyanúgy jó visszajelzéseket kapott a bejelentés után, a VG247 azt állította, hogy az Unravel a leglátványosabb játék amit az EA valaha készített, a játék első benyomás után még a Limbohoz és a Little Big Planethez is hasonlították.
2015 december 14-én az EA bejelentette, hogy a játék 2016 február 9-én válik világszerte elérhetővé.
A játék helyszínének alapjaként a svédországi Umeå szolgált, Sahlin inspirációkat rajzolt a játék hátteréhez miután egy Yarny babát készített drótból és vörös fonalból egy észak-svédországi családi kirándulás során. Sahlin hozzátette: „ez egy nagyon kicsiny város, nagyon messze északon, közel az Északi-sarkhoz. Nincs itt túl sok ember, de van sok szép vidéki táj. Ezeket a helyeket szerettem volna megmutatni, azokat a helyeket, amiket szeretek. Úgy vélem nem lehet eleget látni belőlük a videójátékokban. Legtöbbször inkább valamilyen fantasztikus cuccokat lát az ember.”
A játékot a Sony PhyreEngine-én fejlesztették.
2016. január 21-én az EA lemondott az Unravel védjegyről, miután az Amerikai Egyesült Államok Szabadalmi Hivatala visszautasította annak levédését, ennek ellenére, a cég kijelentette, hogy a játék címét megtartják.

## Fogadtatás
A Metacritic weboldal szerint az Unravel kedvező visszajelzéseket kapott.
Caitlin Cook a Destructoidtól 10/10-re értékelte a játékot azzal magyarázva döntését, hogy: az Unravel az élet legjobb pillanatait emeli ki miközben elismeri a kemény harcokat, melyekkel családként nézünk szembe, mindezt elbűvölő játékmenettel és lélegzetelállító látvánnyal megspékelve. Az atmoszféra annyira magával ragadó, hogy nem tudtam ellenállni annak az érzésnek, hogy a saját történetemnek egyik darabkája van beleillesztve a játékba a fotóalbum  többi részébe.  Ritka, de nagyon különleges élmény az, amikor egy játék képes a szív legmélyebb húrjait is megérinteni és az Unravelnek sikerül eleget tennie ennek a feladatnak és egyben túlszárnyalnia azt.
Spencer Campbell az Electronic Gaming Monthly-tól a játék 8,5/10-es értékelése következtében elismerését fejezte ki a fejlesztő iránt amiért olyan játékot hozott részben, amelyben a történet egybemosódik a játék menetével, ám egyik sem veszít minőségéből és a játékot egy meglepően mély fejtörős mérhetetlen bűbájjal. Külön kiemelte azt, hogy a fejtörőkben használt tárgyak mind a mindennapi életben használt tárgyak és maga a történet érzelemdússágát. Campbell elismerte, hogy a játék valóban rövid, ám állítása szerint azok, akiknek ez gondot okoz kihagyják a lényeget.
Jeff Marchiafava a Game Informertől a 7,75/10-re értékelte a játékot, mondván: „a kielégítő platformozás, az elgondolkodtató történet és az aranyos főhős az Unravelt érdemleges kalanddá teszik.” Elismerését fejezte ki a játék látványával és hangulatával kapcsolatban ami még akkor is élvezhetővé teszi a játékot a játékos számára, ha maga a játékmenet helyenként ismétlődik. Ezen kívül megdicsérte a játék zenéjét is amiért remekül kipárnázza a játék tárgyát.
Peter Paras a Game Revolutions-tól 3/5-re értékelte a játékot. Megdicsérte Yarny karakterének szerethetőségét és a látvány minőségét. Parasnak a fejtörők modellje nem tetszett, a nehézkes irányítás és a szükségtelen visszaút abban az esetben ha kifogyott a fonal amit a játék legrosszabb tulajdonságának nevezett.
Rob Crossley a GameSpot-tól 7/10-re értékelte a játékot és megdicsérte általánosan a játék kinézetét ami szerinte a legmeghatározóbb tulajdonsága, de kritizálta a játékmenet tényleges mélységét. Véleményét így foglalta össze: „az Unravel csodálatos hangjai és képei képtelenek lesznek elhagyni az emlékezeted. A játékmenete viszont elhanyagolt, ez az amitől mindig tartok az indie projektek esetében. Szép, őszinte, de mint maga Yarny, kevésbé erőteljes.”
Louise Blain a GamesRadar-tól 4.5/5-re értékelte mondván: „az Unravel vonzereje messze nem csak a szép szinteknek köszönhető. Szép, megrendítő és Yarny egy vasfogással képes megerőltetés nélkül átadni egy csodálatos és keserédes üzenetet.” Annak ellenére, hogy bírálta a későbbi szinteket, mert nem voltak olyan erőteljesek, mint a korábbiak, Blain megdicsérte a puzzle-mechanikát, a zenét, a főszereplőt és a látványt.
Daniel Krupa az IGN-től 8.3/10-re értékelte az Unravelt, s azt írta: „az Unravel egy meglepően elgondolkodtató kalandra hívott magával ami arra biztatott, hogy egyre jobban értékeljem a kicsit és jelentéktelent lépésről lépésre. Fejtörőként varázsa Yarny magával ragadó képességei miatt, ám platformerként nem végez olyan figyelemre méltó munkát. Azonban, ha csak ezen mechanikai szempontok alapján ítélnénk meg, az értékelendő teljesítmény háttérbe szorulna: az, ahogyan apró és komplex érzelmeket provokál ki a természet és a nosztalgia által. Mindez közrejátszik egy őszinte, lágy szívű és rendkívül kedvelhető történet létrehozásában.”

## Zene
Az Unravel zenéje, melyet Frida Johansson és Henrik Oja komponált folkzenéből és népi hangszerekből inspirálódva 2016 június 24-én jelent meg.

## Fordítás
- Ez a szócikk részben vagy egészben  az   Unravel (video game) című angol Wikipédia-szócikk ezen változatának fordításán alapul.  Az eredeti cikk szerkesztőit annak laptörténete sorolja fel. Ez a jelzés csupán a megfogalmazás eredetét és a szerzői jogokat jelzi, nem szolgál a cikkben szereplő információk forrásmegjelöléseként.